# 贝恩堡
萨勒河畔贝恩堡（德語：Bernburg (Saale)），通称贝恩堡（德語：Bernburg，發音：[ˈbɛʁnˌbʊʁk] ⓘ），是德国萨克森-安哈尔特州萨尔茨兰县的城市，也是萨尔茨兰县的县治，总面积113.48平方千米，2023年12月31日人口为32,106人。

## 友好城市
截至2021年4月，贝恩堡共与五座城市结为友好城市关系：
- 法國 富尔米（1967年）
- 波蘭 塔尔诺夫斯凯古雷（1983年）
- 德国 赖讷（1990年）
- 捷克 霍穆托夫（1992年）
- 美国 安德森（1998年）